# Eugene Ormandy

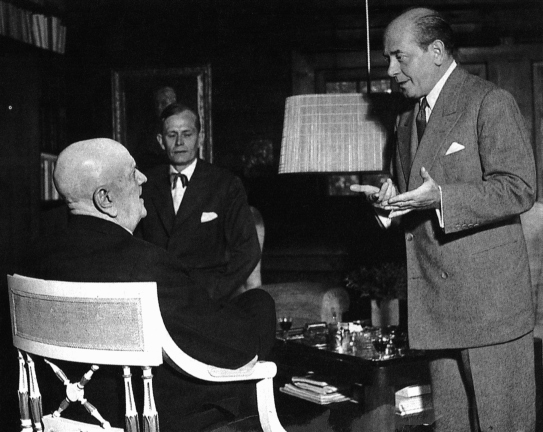
Eugene Ormandy e Jean Sibelius nel 1951.

Eugene Ormandy, pseudonimo di Jenő Ormándy-Blau, (Budapest, 18 novembre 1899 – Filadelfia, 12 marzo 1985), è stato un direttore d'orchestra e violinista ungherese naturalizzato statunitense.

## Biografia
Studiò all'Accademia musicale Franz Liszt, il conservatorio di Budapest. Nel 1921 emigrò negli Stati Uniti e iniziò a lavorare alla Capitol Theater Orchestra a New York come violinista e quindi come direttore dell'orchestra che accompagnava la proiezione di film muti. Nel 1927 prese la cittadinanza statunitense, assumendo anche il nome con cui è noto. Dal 1931 al 1936, Ormandy venne nominato direttore principale dell'Orchestra Sinfonica di Minneapolis. Nel periodo della grande depressione, venne ingaggiato dalla RCA Victor per un certo numero di registrazioni, fra le quali spicca la Sinfonia n. 7 di Bruckner e la Sinfonia n. 2 di Mahler. L'eccellenza di queste registrazioni contribuì a dare a Ormandy una patente di grande musicista. La sua carriera venne facilitata da Arthur Judson, il più potente impresario teatrale esistente nella scena musicale statunitense negli anni Trenta.
La sua notorietà è principalmente dovuta ai 44 anni da lui trascorsi alla guida dell'Orchestra di Filadelfia. Nominato primo direttore associato nel 1936 (in alternanza con Leopold Stokowski), ne divenne, due anni più tardi, l'unico direttore, mantenendo poi questo incarico fino al 1980. Nella Symphony Hall dell'American Academy of Music di Filadelfia dirige le prime esecuzioni assolute nel 1942 di Diversions on a Theme di Benjamin Britten, nel 1954 di Elegie and Dance di Jenő Zádor, nel 1965 di 5 Contrasts for Orchestra di Zádor, nel 1974 di When in Eternal Lines to Time Thou Grow'st di William Duckworth e nel 1976 della Sinfonia n.1 The Halcyon di Gian Carlo Menotti.
Nei 44 anni della sua direzione, l'orchestra, oltre che a Filadelfia, ha tenuto concerti a New York e in altre città statunitensi e ha realizzato numerose tournée all'estero. Fra le più memorabili si ricorda una tournée in Finlandia del 1955, nella quale molti componenti dell'orchestra vollero rendere visita al vecchio compositore Jean Sibelius (che morì due anni dopo all'età di 91 anni) nel suo oscuro ritiro finlandese, e quella del 1973 in Cina, nella quale l'orchestra si esibì dinnanzi a un pubblico entusiasta, privato della fruizione di musica classica occidentale da diversi decenni.
Al Metropolitan Opera House di New York debutta nel 1950 con Die Fledermaus con Richard Tucker. Al Teatro alla Scala di Milano nel 1951 dirige due concerti con l'Orchestra della Scala e nel 1955 due concerti con l'Orchestra di Filadelfia. A Salisburgo nel 1955 dirige in concerto i Wiener Philharmoniker. Venne elevato al rango di cavaliere dell'Ordine dell'Impero Britannico dalla regina Elisabetta II nel 1976. Nel 1977 si aggiudica il Ditson Conductor's Award e nel 1982 riceve il Kennedy Center Honors.

## Repertorio
Egli amò soprattutto la musica del post romanticismo e degli autori che operarono agli inizi del XX secolo, dirigendo quasi nulla per il teatro se non sporadiche volte. Fu uno dei promotori della musica di Sergej Rachmaninov, dirigendo la prima mondiale delle sue Danses symphoniques. Diresse altresì la prima americana di diverse sinfonie di Dmitrij Dmitrievič Šostakovič e diverse opere di compositori statunitensi contemporanei.
Ormandy viene anche ricordato per essere stato un accompagnatore fedele e sensibile. Le sue registrazioni comprendono opere eseguite con la partecipazione di solisti di grande fama come Vladimir Horowitz, Arthur Rubinstein, Claudio Arrau, Rudolf Serkin, David Ojstrach, Isaac Stern, Leonard Rose, Itzhak Perlman, Ėmil' Gilel's, Van Cliburn, Emanuel Feuermann, Robert Casadesus, Salvatore Accardo.

## Discografia parziale
- Bartók, Violin Concerto n. 1 - Ormandy/Stern/Philadelphia Orchestra - Miglior interpretazione solista di musica classica con orchestra (Grammy) 1962
- Bartók: Concerto for Orchestra, Sonata for Two Pianos and Percussion, Improvisations - Charles Rosen/Eugene Ormandy/Gaby Casadesus/Jean-Claude Casadesus/Jean-Paul Drouet/Robert Casadesus/The Philadelphia Orchestra, 1964 SONY BMG
- Beethoven: Symphony No. 9 In D Minor, Op. 125 "Choral" - Eugene Ormandy/John Alexander/John Macurdy/Lili Chookasian/Lucine Amara/Mormon Tabernacle Choir/The Philadelphia Orchestra, 1966 SONY BMG
- Beethoven, Greatest Hits - Eugene Ormandy/The Philadelphia Orchestra, 1961/1969 SONY BMG
- Beethoven, Missa Solemnis - Eugene Ormandy/Singing City Chorale/The Philadelphia Orchestra, 1970 Sony
- Berlíoz: Symphonie Fantastique - Dukas: The Sorcerer's Apprentice - Mussorgsky: Night On a Bald Mountain - Eugene Ormandy/The Philadelphia Orchestra, 1961/1968 SONY BMG
- Brahms: Concerto In D Major for Violin and Orchestra, Op. 77 - The Philadelphia Orchestra/Isaac Stern/Eugene Ormandy, 1960 SONY BMG
- Bruckner, Symphony No. 4 "Romantic" - Eugene Ormandy/The Philadelphia Orchestra, 1973 SONY BMG
- Bruckner, Symphony No. 5 - Eugene Ormandy/The Philadelphia Orchestra, 1967 SONY BMG
- Chopin, Piano Concertos 1 & 2 - Emanuel Ax/The Philadelphia Orchestra/Eugene Ormandy, BMG/RCA
- Copland: El Salón México; Suites: Rodeo & Billy the Kid; Appalachian Spring - Eugene Ormandy/The Philadelphia Orchestra, BMG
- Grieg Piano Concerto; Liszt Piano Concertos Nos. 1 And 2 - Van Cliburn/Eugene Ormandy/The Philadelphia Orchestra, BMG Ariola/RCA
- Hindemith: Symphonic Metamorphoses - Bartok: The Miraculous Mandarin - Eugene Ormandy/The Philadelphia Orchestra, EMI
- Holst, The Planets - Eugene Ormandy/The Philadelphia Orchestra, 1993 BMG/RCA
- Ives: Symphony No. 1; Three Places In New England; Robert Browning Overture - American Symphony Orchestra/Eugene Ormandy/Leopold Stokowski/The Philadelphia Orchestra, 1965/1968 Sony
- Liszt, Piano Concerto No. 1; Fantasia in E minor on Hungarian Folk Songs - Claudio Arrau/Eugene Ormandy/The Philadelphia Orchestra, 1952, Columbia
- Mahler, Symphony No. 10 - Eugene Ormandy/The Philadelphia Orchestra, 1965 SONY BMG
- Mendelssohn & Dvořák, Violin Concertos - Eugene Ormandy/Isaac Stern/The Philadelphia Orchestra, 1959/1966 SONY BMG
- Offenbach: Gaité Parisienne - Rachmaniñov: Symphonic Dances - Smetana: Three Dances from The Bartered Bride - Cleveland Orchestra/Eugene Ormandy/George Szell/The Philadelphia Orchestra, 1961/1964 SONY BMG
- Orff, Carmina Burana - Eugene Ormandy/The Philadelphia Orchestra, 1960/1967 SONY BMG/CBS
- Prokofiev, Concerto n. 1 per Violino e Orchestra - Ormandy/Stern/Philadelphia Orchestra, 1964 CBS/SONY BMG - Miglior interpretazione solista di musica classica con orchestra (Grammy) 1965
- Prokofiev, Peter and the Wolf - David Bowie/The Philadelphia Orchestra/Eugene Ormandy, 1978 BMG/RCA
- Rachmaninoff: Piano Concertos Nos. 1 & 4; Rhapsody On a Theme of Paganini - Eugene Ormandy/Philippe Entremont/The Philadelphia Orchestra, 1958/1963 SONY BMG
- Rachmaninoff, Concerto n. 3 - Horowitz/New York Philharmonic/Ormandy - Golden Jubilee Concert 1978 - BMG/RCA - Miglior interpretazione solista di musica classica con orchestra (Grammy) 1979
- Rachmaninov, Symphony No. 2 - Eugene Ormandy/The Philadelphia Orchestra, 1989 BMG/RCA
- Rachmaniñoff, Greatest Hits - Eugene Ormandy/Philippe Entremont/Vladimir Feltsman/Yo-Yo Ma, 1960/1971 SONY BMG
- Respighi, Pines Of Rome - Eugene Ormandy/The Philadelphia Orchestra, BMG/RCA
- Rimsky-Korsakov: Scheherazade, Russian Easter Overture & Cappricio Espagnol - Eugene Ormandy/The Philadelphia Orchestra, 1959/1966 SONY BMG
- Rimsky-Korsakov: Le Coq d'or - Khachaturian: Sabre Dance - Mussorgsky: Hopak - Eugene Ormandy/Leopold Stokowski/National Philharmonic Orchestra/The Philadelphia Orchestra, 1959/1967 Sony
- Rubinstein Collection Vol 71 Brahms, Concerto No 2 - Philadelphia Orchestra/Eugene Ormandy, Rca Victor Red Seal - Miglior interpretazione solista di musica classica con orchestra (Grammy) 1973
- Saint-Saëns: Symphony No. 3, Karneval der Tiere - Eugene Ormandy/The Philadelphia Orchestra, 1961/1967 Sony
- Saint-Saëns: Piano Concertos Nos. 2 & 4, Cello Concerto & Introduction and Rondo Capriccioso - Eugene Ormandy/Philippe Entremont/The Philadelphia Orchestra, 1965/1970 SONY BMG
- Schumann: Cello Concerto in A Minor, Piano Trio in D Minor, Stucke im Volkston - Eugene Ormandy/Pablo Casals/Prades Festival Orchestra, 1953/1954 SONY BMG
- Shostakovich: Symphony No. 1; Cello Concerto - Mstislav Rostropovich/The Philadelphia Orchestra/Eugene Ormandy, 1960 SONY BMG
- Shostakovich & Kabalevsky, Cello Concerto No. 1 - Yo-Yo Ma/Eugene Ormandy/The Philadelphia Orchestra/Nolan Miller, 1983 SONY BMG/CBS
- Sibelius: Finlandia, Op. 26 - Valse triste - the Swan of Tuonela - En Saga, Op. 9 & Grieg: Peer Gynt Suite No. 1, Op. 46 - Eugene Ormandy/The Philadelphia Orchestra, 1959/1963 Sony
- Strauss, Viennese Waltzes and Polkas - Eugene Ormandy/The Philadelphia Orchestra, 1961/1969 SONY BMG
- Tchaikovsky, The Nutcracker Ballet - Eugene Ormandy/The Philadelphia Orchestra, 1964 SONY BMG/CBS
- Tchaikovsky: Symphony No. 4, 1812 Overture & Marche Slave - Eugene Ormandy/The Philadelphia Orchestra, 1965/1971 SONY BMG
- Tchaikovsky: Symphony No. 6 "Pathetique" - Capriccio italien - Waltz and Polonaise from Eugene Onegin - Eugene Ormandy/The Philadelphia Orchestra, 1960/1966 Sony
- Tchaikovsky & Mendelssohn, Violin Concertos - Eugene Ormandy/Isaac Stern, 1959 SONY BMG MUSIC
- Tchaikovsky & Sibelius, Violin Concertos - Eugene Ormandy/Isaac Stern/The Philadelphia Orchestra, 1959/1970 SONY BMG
- Tchaikovsky: Swan Lake - Adam: Giselle - Meyerbeer: Les Patineurs - Eugene Ormandy/The Philadelphia Orchestra, 1963/1971 SONY BMG
- Wieniawski, Bruch & Tchaikovsky: Violin Concertos - Isaac Stern/Columbia Symphony Orchestra/Eugene Ormandy/Mstislav Rostropovich/The National Symphony Orchestra/The Philadelphia Orchestra, 1957/1967 SONY BMG
- The Glorious Sound of Christmas - Eugene Ormandy/Robert Page/Temple University Concert Choir/The Philadelphia Orchestra, 1962 SONY BMG
- Ormandy, Original Jacket Collection - Eugene Ormandy/The Philadelphia Orchestra, 1957/1971 SONY BMG
- Ormandy Conducts Tchaikovsky - Eugene Ormandy - 1959/1979 Sony/RCA
- Joy To The World - Eugene Ormandy/The Philadelphia Orchestra/Robert Page/The Philadelphia Orchestra Chorus/John DeLancie/The Philadelphia Orchestra and Chorus, 1987 BMG/RCA
- The Fantastic Philadelphians - Eugene Ormandy/Harold Hagopian/The Philadelphia Orchestra, BMG